# Grochowiska Księże (gromada)
Grochowiska Księże – dawna gromada, czyli najmniejsza jednostka podziału terytorialnego Polskiej Rzeczypospolitej Ludowej w latach 1954–1972.
Gromady, z gromadzkimi radami narodowymi (GRN) jako organami władzy najniższego stopnia na wsi, funkcjonowały od reformy reorganizującej administrację wiejską przeprowadzonej jesienią 1954 do momentu ich zniesienia z dniem 1 stycznia 1973, tym samym wypierając organizację gminną w latach 1954–1972.
Gromadę Grochowiska Księże z siedzibą GRN w Grochowiskach Księżych utworzono – jako jedną z 8759 gromad na obszarze Polski – w powiecie żnińskim w woj. bydgoskim, na mocy uchwały nr 24/19 WRN w Bydgoszczy z dnia 5 października 1954. W skład jednostki weszły obszary dotychczasowych gromad Czewujewo, Grochowiska Księże i Złotniki oraz miejscowość Wola z dotychczasowej gromady Izdebno ze zniesionej gminy Rogowo, a także obszar dotychczasowej gromady Marcinkowo Dolne ze zniesionej gminy Gąsawa, w tymże powiecie. Dla gromady ustalono 15 członków gromadzkiej rady narodowej.
Gromadę zniesiono 31 grudnia 1959, a jej obszar włączono do gromad Gąsawa (wieś Marcinkowo Dolne) i Rogowo (wsie Czewujewo, Grochowiska Księże, Wola i Złotniki) w tymże powiecie.